# کیچ، خیبرپختونخوا
کیچ (به انگلیسی: Kech) یک منطقهٔ مسکونی در پاکستان است که در ناحیه دیره اسماعیل خان واقع شده‌است.